# Yuhwa
Yuhwa (Hán-Việt: Liễu Hoa) được coi là vương phi của nước Dongbuyeo (Đông Phù Dư) do sự che giấu của vua Geumwa. Bà là con gái duy nhất của tộc trưởng bộ tộc Habaek (Hạ Bách), sau này do bộ tộc bị người Hán sát hại, bà được vua Geumwa che chở và đưa vào cung làm vương phi.
Vương phi Yuhwa được biết đến là người đã sinh thành ra vị vua khai quốc Đông Minh Vương của Cao Câu Ly - một trong Tam Hàn. Bà là công chúa của bộ tộc Hạ Bách - bộ tộc thống trị con sông thần. Bà là người đã cứu Go Mosu, Cung Đại Mật trong truyền thuyết chiến binh, ông đã có một người con trai duy nhất chính là vua Đông Minh Vương. Giặc Hán đã tra tấn bà và tiêu diệt bộ tộc của bà vì đã che giấu anh hùng Hae Mosu trong bộ tộc của mình, và bộ tộc của bà cũng đã góp phần cứu sống Hae Mosu. Sau đó, thái tử của Dongbuyeo và cũng là người bạn tin tưởng nhất của Hae Mosu, Geumwa, tình cờ khám phá bà - nàng tiểu thư đã săn sóc và giúp đỡ người bạn thân nhất của mình. Ông ấy giúp bà thoát khỏi tay giặc Hán. Sau một thời gian dài được tự do và bình yên, số phận đã đưa bà Yuhwa gặp lại Go Mosu một lần nữa. Bà Yuhwa mang thai với ông và sinh ra người con đầu tiên và cũng là duy nhất chính là vua Đỗng Minh Thành. Nhưng thật không may mắn, Go Mosu đã bị bắt bởi quân Hán và ông đã bị chúng chọt đui luôn 2 con mắt. Sau khi nhiều băn khoăn, lo lắng bà quyết định trở thành vợ thứ hai của quốc vương Kim Oa (sau khi ông kế tục vua cha), và vị vua là cha nuôi của con trai bà.